# Armas Äikiä
Armas Äikiä (* 14. März 1904 in Pyhäjärvi, dem heutigen Otradnoje; † 20. November 1965 in Helsinki) war ein finnischer Autor, kommunistischer Literat und Journalist, seine Bücher verfasste er unter den Pseudonymen Ami Aarto, Viljo Veijo und Liukas Luikku. Er verfasste auch den Text der Hymne der Karelo-Finnischen Sozialistischen Sowjetrepublik, für deren Vertonung Karl Rautio verantwortlich war. Er war einer der wenigen Flüchtlinge in der Sowjetunion, die Stalins Terror gegen Ausländer überleben konnten.

## Kindheit und Jugend
Äikiä wurde in Pyhäjärvi als Sohn des Schneiders Matti Äikiä und seiner Gattin Eeva Äikiä (geborene Koskinen) geboren. Im Alter von 19 Jahren zog er nach Helsinki, wo er der Kommunistischen Partei Finnlands beitrat und Artikel für deren Zeitungen Liekki, Itä ja Länsi und Tiedonantaja verfasste.

## Werke
- Armas Äikiä im Library of Congress Online Catalog (englisch)